# Điện Quang
Điện Quang là một xã thuộc thị xã Điện Bàn, tỉnh Quảng Nam, Việt Nam.

## Địa lý
Xã Điện Quang nằm ở phía tây nam thị xã Điện Bàn, có vị trí địa lý:
- Phía đông giáp xã Điện Trung
- Phía tây và phía nam giáp huyện Duy Xuyên
- Phía bắc giáp xã Điện Hồng và Điện Thọ.

Xã Điện Quang có diện tích 14,50 km², dân số năm 2019 là 8.287 người, mật độ dân số đạt 572 người/km².

## Hành chính
Xã Điện Quang được chia thành 6 thôn: Phú Văn, Tam Thạnh, Bảo An, Bến Đền, Xuân Kỳ, Phú Đông.